# Blackwater Branch
Der Blackwater Branch (Blackwater Creek, dt.: „Schwarzwasser-Bach“) ist ein Fluss im Stann Creek District von Belize. Er ist ca. 45 Kilometer lang und mündet in den Sittee River.

## Verlauf
Der Fluss entspringt in den Maya Mountains an der Grenze zwischen den Distrikten Stann Creek und Cayo im selben Einzugsgebiet wie der Sibun River. Von dort verläuft der Fluss zuerst nach Nordosten und dann in einem großen Bogen nach Süden, wo er in den Sittee River mündet.
Der Fluss verläuft komplett durch den Urwald des Sittee River Forest Reserve. Die nächstgelegenen Orte sind Kendall und Maya Centre, 13 Kilometer entfernt von der Mündung, und Cow Creek, welches knapp zehn Kilometer vom Fluss entfernt liegt.